# استذهان
في علم النفس، يدلّ مصطلح الاستذهان على حيلة دفاعيّة نفسيّة يُستَعمَل فيها التَّعَقُّل من أجل تجنّب مواجهة الصراع اللاواعي والتوتّر العاطفيّ المرتبط به، أي يستخدم التفكير لتجنّب الشعور. يتضمّن الاستذهان أن يزيل المرء نفسه عاطفيًّا من حدثٍ موتِّر. قد ترافق العقلنة الاستذهان، ولكنّها نوع آخر من الحِيَل الدفاعيّة، وهي التبرير العقلاني الزائف لأفعال غير عقلانية.
الاستذهان حيلةٌ من حِيَل فرويد الدفاعية الأصلية. اعتقد فرويد أن الذكريات لها جانبان: واعٍ ولا واع، وأن الاستذهان يسمح للتحليل الواعي لحدثٍ ما أن يجري دون أن ينتج عنه قلق.

## الوصف
الاستذهان هو التحويل إلى الذهن، إذ يتجنّب الفردُ المشاعر المزعجة بالتركيز على الحقائق والمنطق. يُعامِلُ الفرد الموقف على أنه مشكلة مهمّة اشترك فيها على أساسٍ عقلانيّ، ويتجاهل كل الجوانب العاطفيّة ويهملها.
لم يرد مصطلح الاستذهان في كتابات فرويد، ولكن في عن الإنكار وصف الحالات السريريّة التي «تنفصل فيها الوظيفة الذهنية (الفكرية) عن العملية الفاعلة، ويكون من نتيجة هذا التقبّل الفكريّ للذكريات المكبوتة، على أن العنصر الأساسيّ للكبت يستمرّ في الوقت نفسه». في كتابات أخرى وصف تحليلا (غير ناجحٍ) مع «المريضة التي تُشرِك ذهنها بشكل فاعل، ولكنها مع هذا جامدة عاطفيًّا، وغير مبالية»، ولاحظ أيضًا في التفكير الوسواسيّ أن عمليّات التفكير نفسها تصبح مشحونةً جنسيًّا.
كرّست آنا فرويد فصلًا من كتابها الأنا والحِيَل الدفاعيّة (1937) لـ«الاستذهان عند البلوغ»، ورأت أنّ المناهج الفكرية والفلسفية في تلك الفترة ما هي إلا محاولات طبيعية من أجل معرفة دوافع المراهقين. واعتبرت أنّه لا يمكن اعتبار الاستذهان مَرَضيًّا إلا إذا «سيطرت عملية الاستذهان على مجال الحياة الذهنية كله».
تستعمل اللغة المهنيّة عادةً كأداةٍ للاستذهان. فباستعمال مصطلحات صعبة، يصبح التركيز على الكلمات والتعريفات الدقيقة لا على التأثيرات الإنسانية.
يحمي الاستذهان من القلق بكَبْت المشاعر المرتبطة بحدث. يُقارَن أحيانًا بين الانعزال (يسمّى أحيانًا عزل التأثير) والاستذهان. أمّا الأوّل فهو استجابة فصاميّة تسمح للفرد أن يعايش فكرةً أو حدثًا مؤلمًا بطريقة غير عاطفيّة. وأمّا الأخير فهو أسلوب ذهني يحاول أن يعقلن فكرةً أو حدثًا مؤلمًا بطريقة فكرية شاملة. لذا يشير إليهما الدليل التشخيصي والإحصائي للاضطرابات النفسية (DSM-IV-TR) على أنهما مصطلحان منفصلان. يسمح الاستذهان للفرد أن يتعامل على نحو عقلاني مع الموقف، ولكنه قد يسبب كبتًا للمشاعر التي يجب أن يُعتَرَف بها حتى يمضي الفرد.

## في التراتبية الدفاعية
قسّم فاليانت الحِيَل الدفاعية إلى تراتبية من الدفاعات تبدأ من الدفاعات غير الناضجة وتمر بالدفاعات العصابية وتنتهي بالدفاعات الصحية، ووضع الاستذهان -كتخيّل حالة عنفٍ من غير الإحساس بالمشاعر المرافقة لها- في المنطقة الوسطى، وهي الدفاعات العصابية. لذا فالاستذهان كالعقلنة، يمكن أن يبني جسرًا بين الحِيَل غير الناضجة والحيل الناضجة في طريق النموّ وفي حياة البالغين.
ولكنّ وينيكت اعتبر أن رعاية الأطفال إذا كانت فاسدة، قادت إلى اعتمادٍ مفرطٍ على الذهن بوصفه بديلًا للأمومة، ورأى أن الانشغال المفرط بالمعرفة بوصفه فقرًا عاطفيًّا، يهدف به الذهن إلى أمومة النفس. وصفت جوليا كريستيفا الأمر كذلك، إذ «الرمزيّة في نفسها استثمار ذهني، ولمّا كانت غير مقودةٍ بالجنس، فإنها تنكر سؤال الاختلاف الجنسي».
قد يكون الحسّ الفكاهيّ من الإجابات على هذا الاستذهان المفرط، وهو ما جعله ريتشارد هوفستادر قيمةً أساسيّة للمزاح، وقد قال فرويد نفسه إنّ «الفكاهة قد تكون أرقى عمليّة دفاعيّة»!

## أثناء العلاج
من الدفاعات الذهنية ضد التحليل رفضُ القبول بمنطق المشاعر، أو محاولة إنكار نظرية التحليل النفسي، أو تفكير الفرد بمشاكله بدلًا من أن يعيشها ويحاول تغييرها.
هذا الاستذهان للعلاج قد يشكّل جزءًا من دفاعات هوَسيّة أوسع ضد الحقيقة العاطفيّة. من الصعوبات الأخرى استيعابُ مشاعر جديدة غير مألوفة عندما يبدأ انفتاح صدع الاستذهان.
ولكن يمكن أن يحرف المعالج المريضَ -بلا قصدٍ- عن الشعور إلى مجرّد الكلام عن المشاعر، فينتج رؤية فكرية لا عاطفية عن المحاولة المكبوتة للسيطرة خلال التفكير في الأجزاء المفقود من مشاعر النفس. عبّر عن هذا يونغ فقال: «لا يزال المستذهن يعاني عصابًا إذا كان الشعور غير ناضج».

## الخلاف في مدرسة التحليل النفسي
قد تكون نظرية فرويد للتحليل النفسي بناءً فكريًا هائلا، ولكنها مع هذا تعرّضت لنقدٍ لأنها تظهر تعظُّمًا فكريًّا.
مع هذا فإن جاك لاكان دافع عنها من أساسها، وقال أنه يمكن للمرء «أن يعرف المحللين النفسيين السيئين... بكلمة واحدة يستخدمونها ليسقطوا جميع البحوث النظرية والعملية... هذه الكلمة هي الاستذهان». تعرّض لاكان نفسه طبعًا للنقد ذاته: «سُمّي مفهومي عن آليات العقل اللاواعي استذهانًا، ذلك لأنني جعلت وظيفة الدالّ في المقدّمة».
اعترف فرويد نفسه أنّ عنده رغبةً كبيرة في المعرفة، وكان يعرف جيّدًا كيف أن التنظير قد يصبح نشاطًا قهريًّا لا يمكن مقاومته. ولعلّه لم يكن يعارض بشدّة تقييم ديديي أنزيو لمدى توافق «تفصيله لنظرية التحليل النفسي... المتفق مع مجموعة من الدفاعات ضد القلق الاكتئابي» مع حاجة فرويد إلى «أن يحمي نفسه من القلق من خلال هذه الدرجة من الاستذهان».

## أمثلة أخرى
لنفترض أن جون نشأ في بيت أبٍ شديدٍ، وشعر بالألم والغضب نتيجة ذلك. ومع أن جون قد يكره أحيانًا أباه كراهية عميقة، ولكنه عندما يتكلّم عن طفولته قد يقول: «نعم كان أبي إنسانًا صارمًا، ولعلّي لم أزل إلى اليوم أشعر ببعض النفور منه». استذهن جون، واختار الكلمات اللطيفة عقلانيًّا وعاطفيًّا ليصف تجارب كانت شديدة العاطفية والألم.
تستمرّ امرأة في العلاج في تنظير تجربتها لمعالجها، «يبدو لي أن كون المرء محلَّلًا نفسيًّا هو عمليّة تجبره على العودة إلى الطفولة، حيث البدائية الفكرية»، على رغم معرفتها بأنها «لن تجد إجابتها، أو على الأقل لن تجد إجابة شافية، لأنني أعرف أن ما كنت أقوله كان الاستذهان الذي تنسبه هي إلى مشاكلي العاطفيّة».